# Ron Ben-Yishai

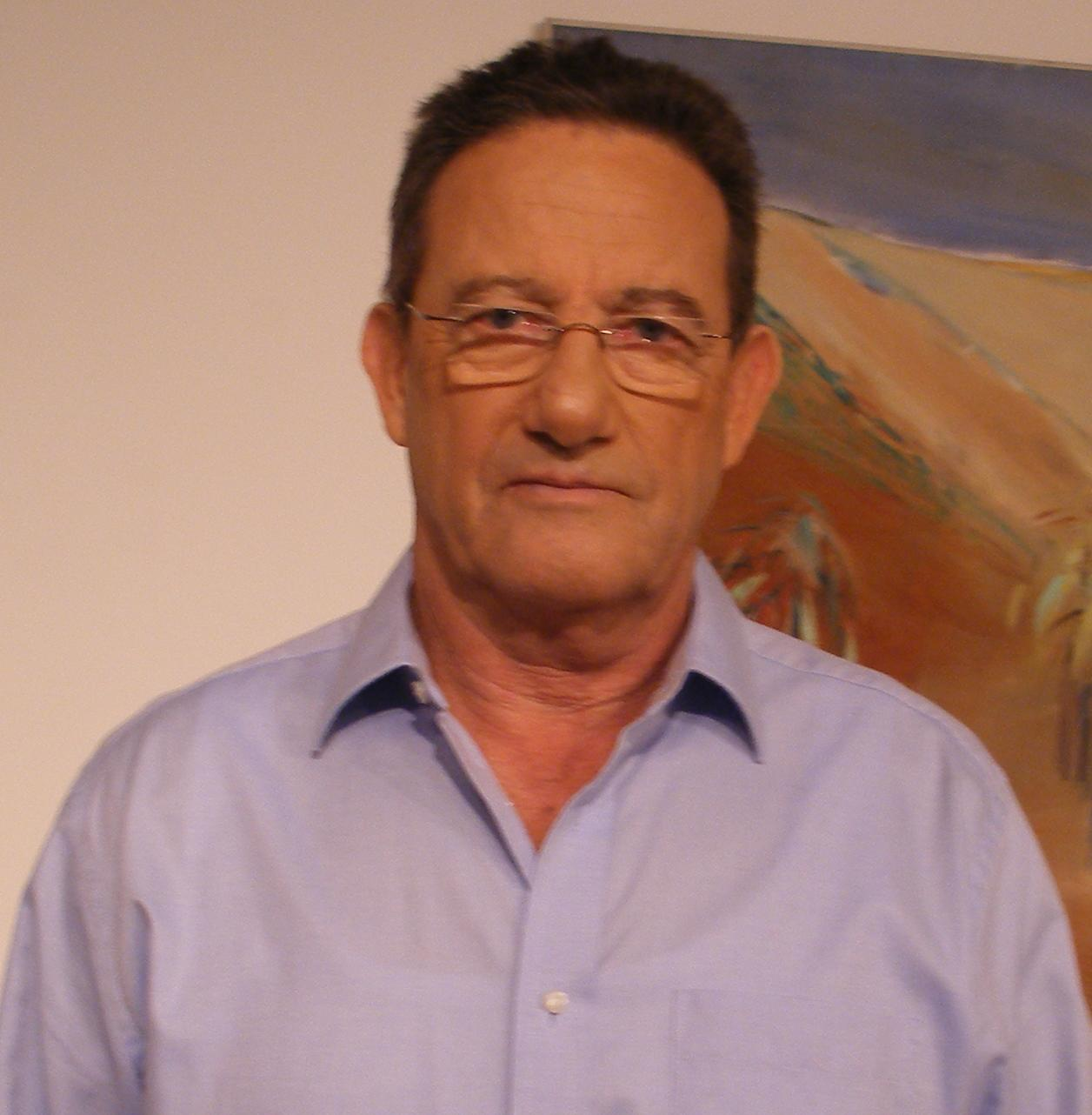
Ron Ben-Yishai, 2008

Ron Ben-Yishai (hebräisch רון בן-ישי), (* 26. Oktober 1943 in Jerusalem) ist israelischer Journalist und Träger des Israel-Preises.

## Leben
Ron Ben-Yishai gilt als der wichtigste israelische Kriegsjournalist durch vierzig Jahre Berichterstattung, vom Sechstagekrieg und allen anderen israelischen Kriegen bis heute, und durch seine Berichte aus Bagdad.
Er wurde dreimal verwundet, während er berichtete. Ihm wurde die Ehrenmedaille des Generalstabschefs verliehen (die höchste Auszeichnung für Tapferkeit, die ein israelischer Soldat erhalten kann), weil er in ein ägyptisches Bombardement geriet, während er im Jom-Kippur-Krieg für das Fernsehen berichtete und dabei viele verwundete Soldaten rettete.
Während des Libanonkrieges 1982 war er der erste israelische Journalist, der über das Massaker von Sabra und Schatila berichtete. Nachdem er vom Massaker erfahren hatte, weckte Ben-Yishai am Freitag, 17. September 1982 (Tag von Rosch ha-Schana), um etwa 23:30 Uhr, umgehend den in seiner Wohnung schlafenden Verteidigungsminister Ariel Scharon und informierte ihn, um ihn zum Eingreifen zu bewegen, worauf dieser jedoch nicht reagierte. Unabhängig von Ben-Yishai hatte auch der Haaretz-Journalist Zeʾev Schiff die hohen Politiker alarmiert, ohne ein Eingreifen zu erreichen.
In den 1990er Jahren leitete er bis zu deren Schließung die Tageszeitung Davar als Chefredakteur. 2004 wurde er Sprecher des israelischen Präsidenten Moshe Katsav. 2005 trat er zurück. 2018 wurde er mit dem Israel-Preis in der Kategorie Kultur, Kunst, Kommunikation und Sport ausgezeichnet. Er wirkte 2008 im Oscar-nominierten Film Waltz with Bashir mit, der den Libanonkrieg zum Thema hat.
Ron Ben-Yishai lebt in Tel-Aviv.